# Carrascosa del Campo
Pour les articles homonymes, voir Carrascosa.
Ne doit pas être confondu avec Carrascosa (Cuenca).
Carrascosa del Campo est un village faisant partie de la municipalité de Campos del Paraíso, dans la communauté autonome Castilla-La Mancha (Espagne), situé dans la province de Cuenca.

## Personnalité liée à la commune
Gil Álvarez Carrillo de Albornoz y est né en 1310. Archevêque de Tolède de 1338 à 1350 et fait cardinal par Clément VI, il est envoyé par Innocent VI comme légat en Italie où il reste jusqu'à sa mort à Viterbe, en 1367. Il est enterré dans la chapelle de San Ildefonso de la cathédrale de Tolède.